# Jeanbouillonia maserati
Jeanbouillonia maserati is een hydroïdpoliep uit de familie Jeanbouilloniidae. De poliep komt uit het geslacht Jeanbouillonia. Jeanbouillonia maserati werd in 2006 voor het eerst wetenschappelijk beschreven door Pagès, Flood & Youngbluth. 